# Bairdiocyprididae
De Bairdiocyprididae zijn een familie van uitgestorven kreeftachtigen uit de klasse van de Ostracoda (mosselkreeftjes).

## Geslachten
- Bairdiocypris Kegel, 1932 †
- Bulbosclerites Knuepfer, 1968 †
- Healdianella Posner, 1951 †
- Longiscula Neckaja, 1958 †
- Medianella Neckaja, 1966 †
- Orthocypris Kummerow, 1953 †